# Пье, Луи-Эдуар-Франсуа-Дезире
Луи-Эдуар-Франсуа-Дезире Пье (фр. Louis-Édouard-François-Desiré Pie; 26 сентября 1815, Понгуен, королевство Франция — 17 мая 1880, Ангулем, Франция) — французский кардинал. Епископ Пуатье с 23 сентября 1849 по 17 мая 1880. Кардинал-священник с 12 мая 1879, с титулом церкви Санта-Мария-делла-Виттория с 22 сентября 1879.